# Tiltott légtér
A tiltott légtér földrajzi pontokkal (általában koordinátákkal), helységekkel pontosan körülhatárolt terület, amelynek légterében minden magasságon állandóan tilos a repülés.
A tiltott légtér kijelölésének oka sokféle: objektumok légi felderítésének, illetve ellenük való légi támadás megakadályozása; egy körzet zajszennyezés elleni védelme; élet- és vagyonbiztonság védelme (pl. atomerőmű, robbanóanyag-gyár, vagy vegyi üzem légtere); természeti katasztrófa (pl. vulkánkitörés), stb. Egyes speciális körülmények esetén megtilthatják bizonyos gépek berepülését (pl. a motoros gépekét, helikopterekét egy vadvédelmi körzet fölött), de megengedhetik egy megadott zajszint alatti gépek üzemét (pl. léghajóét).
A tiltott légtér kijelölésének jogát az adott ország magas szintű jogszabályai (általában törvények, miniszterelnökségi rendeletek) határozzák meg. Magyarországon a honvédelmi miniszter rendelheti el, a szakminisztériumok, illetve egyéb, országos hatáskörű szervek javaslatai alapján. A honvédelmi miniszternek eközben tekintettel kell lennie a polgári repülés igényeire is.
A tiltott légtérbe való berepülést elsősorban a repülést irányító, koordináló, ellenőrző légiirányítás akadályozza meg azzal, hogy a légtérben közlekedő repülőgépek számára elkerülő útvonalakat ad meg, illetve ennek megsértése esetén riasztja a megfelelő szervezeteket. A tiltott légtérbe való berepülés súlyos vétség, amit a következményektől függően diplomáciai tiltakozás, vagy akár az adott repülő eszköz azonnali lelövése követhet.
Ilyen légterek voltak kijelölve Irak felett, melynek fenntartását egy koalíciós légierő látta el.